# 멜라니 클라인
멜라니 클라인(영어·독일어: Melanie Klein, 1882년 3월 30일~1960년 9월 22일)은 영국의 정신분석학자, 아동심리학자이다. 오스트리아계 영국인으로 결혼 전 이름은 멜라니 라이체스(독일어: Melanie Reizes)였다. 대상관계이론의 창시자로 어린이의 정신치료에 놀이치료를 처음으로 도입하였다.
아동 분석으로 유명한 클라인은 대상관계이론을 창시했고 지그문트 프로이트 이후 현대 정신분석에 누구보다 많은 영향을 끼친 사람으로 인정받고 있다.
클라인은 말 못하는 영아들이 가지고 있는 존재적 불안은 무의식 형성을 촉진하고, 무의식 속에서 세상을 좋은 것과 나쁜 것으로 분리(split)하여 이상화한다고 보았다. 그리고 이러한 분열(splitting)을 아이가 어떻게 해결하느냐는 아이의 타고난 기질(constitution)과 아이의 경험이 길러지는 방식에 달려 있으며, 문제 해결의 특성에 따라 한 사람이 자라면서 경험하는 자신만의 개성(presence)이나 결핍(absence), 심지어 개인이 겪게 될 정신적 고통의 유형을 알 수 있다고 하였다.

## 같이 보기
- 분열 (심리학)
- 대상 관계론